# Monti (Rione)

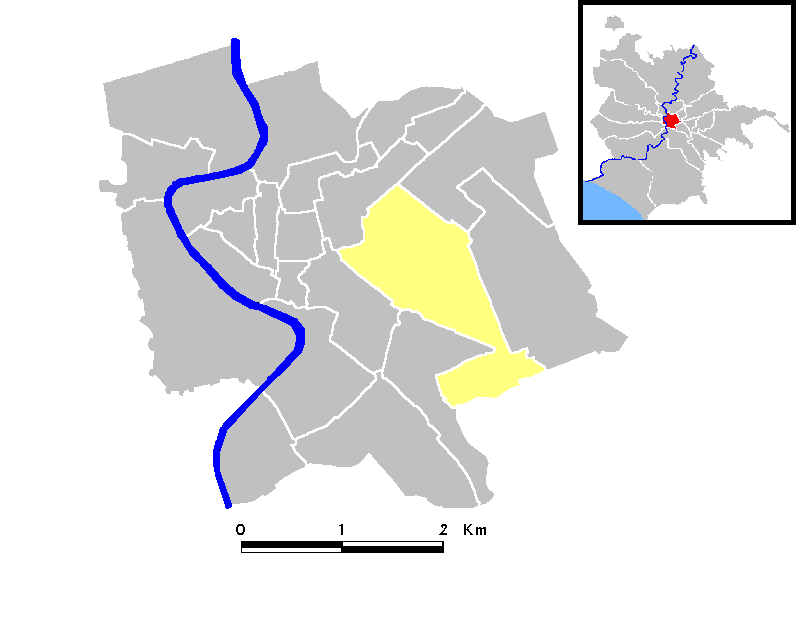
Lage von Monti in Rom

Wappen von Monti

Monti (italienisch für Berge) ist der I. Rione (Stadtteil) von Rom. Er umfasst die Hügel Esquilin, Viminal und Quirinal, die zu den klassischen Sieben Hügeln Roms gehören und die dem Stadtteil seinen Namen gaben.

## Geschichte
In der Antike gehörte der Stadtteil zu den am dichtesten besiedelten Vierteln der Stadt. Als sich im Mittelalter das Stadtzentrum Roms auf das Marsfeld (Campus Martius) verlagerte, wurden die Hügel weitgehend verlassen und waren bis ins 19. Jahrhundert von Gärten und Weinbergen bedeckt. Der mittelalterliche Name des Stadtteils lautete Regio Montium et Biberatica nach der Via Biberatica, die die Trajansmärkte durchquerte.

## Wappen
Das Wappen zeigt die drei stilisierten, namensgebenden Hügel.